# Fábiánsebestyén
Fábiánsebestyén é um município da Hungria, situado no condado de Csongrád-Csanád. Tem 71,73 km² de área e, em 2019, sua população foi estimada em 1.970 habitantes.